# 미나미노 카나데
미나미노 카나데(일본어: 南野 奏 みなみの かなで[*], 한국명:주아윤)는 《스위트 프리큐어♪》에 등장하는 가공의 인물이다. 애니메이션에서 목소리를 연기한 성우는 일본판은 오리카사 후미코, 한국판은 전해리이다.

## 프로필
※ 일본판 / 한국판 順
| 미나미노 카나데 / 주아윤 | 미나미노 카나데 / 주아윤                                                       |
| ------------------------ | ------------------------------------------------------------------------------ |
| 성별                     | 여자                                                                           |
| 신분                     | 학생                                                                           |
| 소속                     | 사립 아리아 학원 제과제빵부                                                    |
| 가족관계                 | 아버지(미나미노 소스케) 어머니(미나미노 미소라) 남동생(미나미노 소타 / 주태성) |
| 변신명                   | 큐어 리듬(Cure Rhythm)                                                         |
| 퍼스널 컬러              | 흰색                                                                           |
| 등장 프리큐어 시리즈     | 스위트 프리큐어♪                                                               |

## 인물소개
사립 아리아 학원 중등부 2학년생으로 주인공 호죠 히비키와는 소꿉친구 사이. 집은 컵케이크 가게인 'Lucky Spoon'이며, 가족은 부모님과 초등학교 3학년 남동생이 있는 1남 1녀의 장녀이다. 케이크의 장인인 아버지를 매우 존경하며, 장래에 파티셰가 되는게 꿈이다.
항상 교내 1등의 우등생으로 친구들이나 선생님들로부터 신뢰가 두텁다. 제과제빵부 소속이며 공부와 과자만들기가 특기이다. 말버릇은 "최강의 레시피를 보여주겠어!"(일본어: 気合のレシピみせてあげるわ!)".
얌전하고 어른스럽게 보이지만 납득이 가지 않는 것은 절대 물러서지 않고 강경하게 나가는 완고하고 단호한 성격이다. 머리보다 행동이 앞서는 히비키와 반대로 신중하고 침착한 판단력을 보이기도 하며, 눈물을 보이지 않는 꿋꿋한 성격의 소유자. 기본적으로는 다정다감하고 인정이 넘치지만 가끔은 히비키나 남동생의 장난에 넘어가 화내기도 하는 등등 평범한 소녀이다.
히비키와는 초등학생 시절부터 사귄 오랜 소꿉친구 사이이나, 중학교 입학식 때 일련의 사건 이후 서로 사이가 멀어져 매일같이 다투며 서먹한 관계를 유지했지만, 함께 프리큐어가 되는 걸 계기로 서로의 오해를 풀며 예전처럼 다정한 사이로 바뀐다. 가끔 의견이 맞지않아 티격태격하기도하지만 우정은 돈독하다.
고양이를 무척 좋아하며, 특히 고양이의 발바닥을 손을 댄 것만으로 엄청나게 흥분하며 딴 사람으로 변할 정도의 고양이 발바닥 마니아이며 어렸을 때부터 알고 지냈던 히비키도 이 사실은 모르고 있었다. 학교에서 동경의 대상인 오우지 마사무네에게 살짝 연심을 품고 있으며, 그 앞에 서면 평소와 달리 긴장하며 어쩔 줄 몰라한다. 여러모로 여느 여중생과 다를바없는 여자아이다.

## 큐어 리듬
프리큐어로서 변신한 모습. 변신 시 파트너는 페어리톤의 레리. 이미지 색상은 흰색.
변신 주문은 "렛츠 플레이! 프리큐어 모듈레이션!"
변신 후 대사는 "손끝에서 울려퍼지는 우아한 음조! 큐어 리듬!" (일본어: 爪弾くはたおやかな調べ! キュアリズム!)
특징
복장의 기본 테마색은 흰색이며, 곳곳에 연분홍색의 선이 들어가있다. 헤어스타일도 변신 전의 올리브색 머리에서 레몬빛깔의 긴 금발 포니테일로 바뀌며, 흰색 리본이 달려있는 머리장식이 특징. 눈동자색은 변신전에 비해 더 선명하고 밝은 초록색으로 바뀐다.
필살기
- 프리큐어 뮤직 론도

판타스틱 벨티에로 발사하는 필살기. 리듬이 "날아 올라라, 톤의 링이여!"(일본어: 翔けめぐれ、トーンのリング!))라고 외치며, 원을 그리듯이하며 파리의 색(노란색)의 에너지 링을 형성하여 오른쪽으로 한바퀴 회전한 후에 팔을 흔들면서 링을 날리고 적을 링 안에 가둔 후 "삼박자! 하나, 둘, 셋!"(일본어: 三拍子! 1･2･3!)이라고 말하면서 판타스틱 벨티에를 지휘봉처럼 잡고 흔든다음, "피날레!"(일본어: フィナーレ!)하며 에너지를 폭발시키며 정화한다. 그 후 하미에 의해 원래대로 돌아온 음표가 추려지면 페어리톤에게 회수된다. 덧붙여 마지막에 '피날레!'라고 하면서 마무리 짓는 동작은 역동적인 멜로디와 달리 매우 조용하고 침착하다.
- 프리큐어 판타스틱 피아체레

판타스틱 벨티에 세퍼레이션으로 발사하는 필살기. 리듬이 핸드벨을 연주하듯이 두개의 벨티에를 흔들며 소리를 낸다음, "스타카토 리듬의 판타스틱 세션!"(일본어: 弾けるリズムの、ファンタスティックセッション!)이라고 외쳠, 적을 불길로 둘러싼다. 그 후 뮤직론도와 같은 동작으로 에너지를 폭발시켜 적을 정화한다.